# Tabanus accipiter
Tabanus accipiter är en tvåvingeart som beskrevs av Szilady 1923. Tabanus accipiter ingår i släktet Tabanus och familjen bromsar. Inga underarter finns listade i Catalogue of Life.